# 多布雷 (沃倫州)
多布雷（羅馬化：Dobre）是烏克蘭的城鎮，位於該國西部沃倫州，由卡明-卡希尔斯基区負責管轄，面積3.72平方公里，海拔高度154米，2020年人口1,200，人口密度每平方公里36人。